# Anything SpeXial
《Anything SpeXial》是台灣新生代男團SpeXial主持的網絡實境節目。第一季（共14集）於2014年5月27日至8月28日在YouTube播出，第二季（共2集）於2016年4月27日在騰訊視頻播出。

## 簡介

### 第一季
SpeXial於2012年12月7日以四人組合出道，成員包括宏正、偉晉、明及子閎。2014年5月26日，SpeXial加入三名新團員：晨翔、Evan和Teddy。為了讓歌迷們看到SpeXial更多面向與可塑性，華納音樂斥資200萬打造SpeXial專屬的網絡實境節目《Anything SpeXial》，共14集節目給SpeXial盡情發揮，首季節目在YouTube發布半小時便獲得破萬點擊率。

### 第二季
2015年1月14日，SpeXial再度增加三名新團員：風田、以綸及易恩。由於首季《Anything SpeXial》大受歡迎，因此與騰訊視頻合作，推出《Anything SpeXial》第二季。

## 節目列表

### 第一季
| 集數 | 日期          | 主題                                                       |
| ---- | ------------- | ---------------------------------------------------------- |
| 1    | 2014年5月27日 | Anything SpeXial之迎新會（页面存档备份，存于）             |
| 2    | 2014年6月4日  | Anything SpeXial之瘋狂蘿蔔蹲（页面存档备份，存于）         |
| 3    | 2014年6月12日 | Anything SpeXial之繼承者們（页面存档备份，存于）           |
| 4    | 2014年6月19日 | Anything SpeXial之微笑大作戰（页面存档备份，存于）         |
| 5    | 2014年6月26日 | Anything SpeXial之大明星訓練班上集（页面存档备份，存于）   |
| 6    | 2014年7月3日  | Anything SpeXial之大明星訓練班下集（页面存档备份，存于）   |
| 7    | 2014年7月10日 | Anything SpeXial之團結大作戰上集（页面存档备份，存于）     |
| 8    | 2014年7月17日 | Anything SpeXial之團結大作戰下集（页面存档备份，存于）     |
| 9    | 2014年7月24日 | Anything SpeXial之褓姆大作戰（页面存档备份，存于）         |
| 10   | 2014年7月31日 | Anything SpeXial之料理大作戰買菜篇（页面存档备份，存于）   |
| 11   | 2014年8月7日  | Anything SpeXial之料理大作戰手路菜篇（页面存档备份，存于） |
| 12   | 2014年8月14日 | Anything SpeXial之全民運動會（页面存档备份，存于）         |
| 13   | 2014年8月21日 | Anything SpeXial之基隆夜市大作戰（页面存档备份，存于）     |
| 14   | 2014年8月28日 | Anything SpeXial之最終篇（页面存档备份，存于）             |

### 第二季
| 集數 | 日期         | 主題                                       |
| ---- | ------------ | ------------------------------------------ |
| 1    | 2016年5月6日 | Anything SpeXial One（页面存档备份，存于） |
| 2    | 2016年5月6日 | Anything SpeXial Two（页面存档备份，存于） |